# Wallen Hoogezand-Martenshoek Zuidzijde
Wallen Hoogezand-Martenshoek Zuidzijde is een voormalig waterschap in de provincie Groningen.
Het schap had het herstellen en onderhoud van de boordvoorziening aan de zuidzijde van het (sinds de jaren 60 gedempte) Oude Winschoterdiep tussen Hoogezand en Martenshoek.